# 두루미천남성
두루미천남성은 천남성과 천남성속의 여러해살이풀이다. 학명은 아리사에마 헤테로필룸(Arisaema heterophyllum). 한반도와 일본열도, 중국 일대에 분포한다.